# Culex diplophyllum
Culex diplophyllum är en tvåvingeart som beskrevs av Dyar 1929. Culex diplophyllum ingår i släktet Culex och familjen stickmyggor.
Artens utbredningsområde är Peru. Inga underarter finns listade i Catalogue of Life.